# Anna Doyle Wheeler
Anna Doyle Wheeler (Fennor Parish, Tipperary, 1785 - Londres, 1848) fue una feminista y cooperativista irlandesa. 
Era hija de un canónigo prebendado. No tuvo educación formal, pero aprendió a leer y escribir y además francés, geografía y política. Casada en 1800, a la edad de 15 años, con Francis Massey Wheeler, con quien tuvo dos hijas. Ante el alcoholismo de su esposo, primero se refugió en la lectura y luego se separó de él en 1812 y fue a vivir a la casa de un tío en Guernsey, donde pudo conversar con políticos británicos y de la Europa continental.
En 1815 se estableció en Londres para que sus niñas pudieran asistir a una escuela. Al morir su esposo en 1820, para sostener a sus hijas se dedicó a traducir al inglés las obras de autores franceses cooperativistas y en especial de Charles Fourier, a quien llegó a conocer en 1823. A partir de entonces se movió entre Londres, París, Caen, Dublín y otros lugares para defender las ideas socialistas y feministas. 
En Londres conoció a Robert Owen, Jeremy Bentham y Frances Wright y después llegó a hacerse muy amiga de William Thompson. En 1825, provocados por un artículo Sobre el gobierno, de James Mill rechazando la participación política de la mujer, Thompson y ella escribieron La Demanda de la Mitad de la Raza Humana, las Mujeres, obra que ha sido traducida al castellano. Thompson describe el libro como obra conjunta suya y de Anna.
En 1829 dictó en Londres una conferencia feminista sobre los derechos de la mujer, en que rechazó los diferentes argumentos de superioridad masculina y en 1830 el British Co-operator publicó su texto The Rights of Women. Desde 1832 participó con otras feministas, como Flora Tristán, de la publicación del periódico Tribune des femmes. En 1833, The Crisis publicó su Carta de Vlasta, una pieza feminista sobre los derechos de la mujer y el amor de pareja. Se sintió muy afectada por la muerte de Thompson ese año, a quien llamó "amado compañero". Continuó abogando firmemente por los derechos políticos de la mujer y la igualdad de oportunidades para ella en la educación. En 1840 debió sin embargo abandonar la actividad pública por motivos de salud, pero continuó su correspondencia política. Invitada por sus amigas feministas a participar de los eventos revolucionarios de 1848 en Francia, le fue imposible viajar, pues murió el mismo año.